# Taígeto
Taígeto ou monte Taígeto (em grego: Ταΰγετος; romaniz.: Taygetus) é uma cordilheira e também um dos nomes do seu ponto mais alto (Profitis Ilias), no Peloponeso, Grécia. O seu nome é um dos mais antigos registados na Europa, surgindo já na Odisseia. Na mitologia grega, era associado à ninfa Taigete. Numa época que se estendeu do Império Bizantino até ao século XIX, a montanha também era conhecida como Pentadáctilo (em grego: Πενταδάκτυλος; romaniz.: Pentadáktylos; lit. "cinco dedos").
O maciço do Taígeto tem cerca de 100 km de comprimento, estendendo-se do centro do Peloponeso até ao cabo Matapão, a sua extremidade meridional. Contém a mais alta montanha do Peloponeso, o cume Profitis Ilias, que atinge 2404 m de altitude e será provavelmente o monte Taletão mencionado por Pausânias. O cume é um pico ultraproeminente, erguendo-se sobre o istmo de Corinto, que separa o Peloponeso do resto da Grécia continental, com um colo a somente 60 m de altitude.

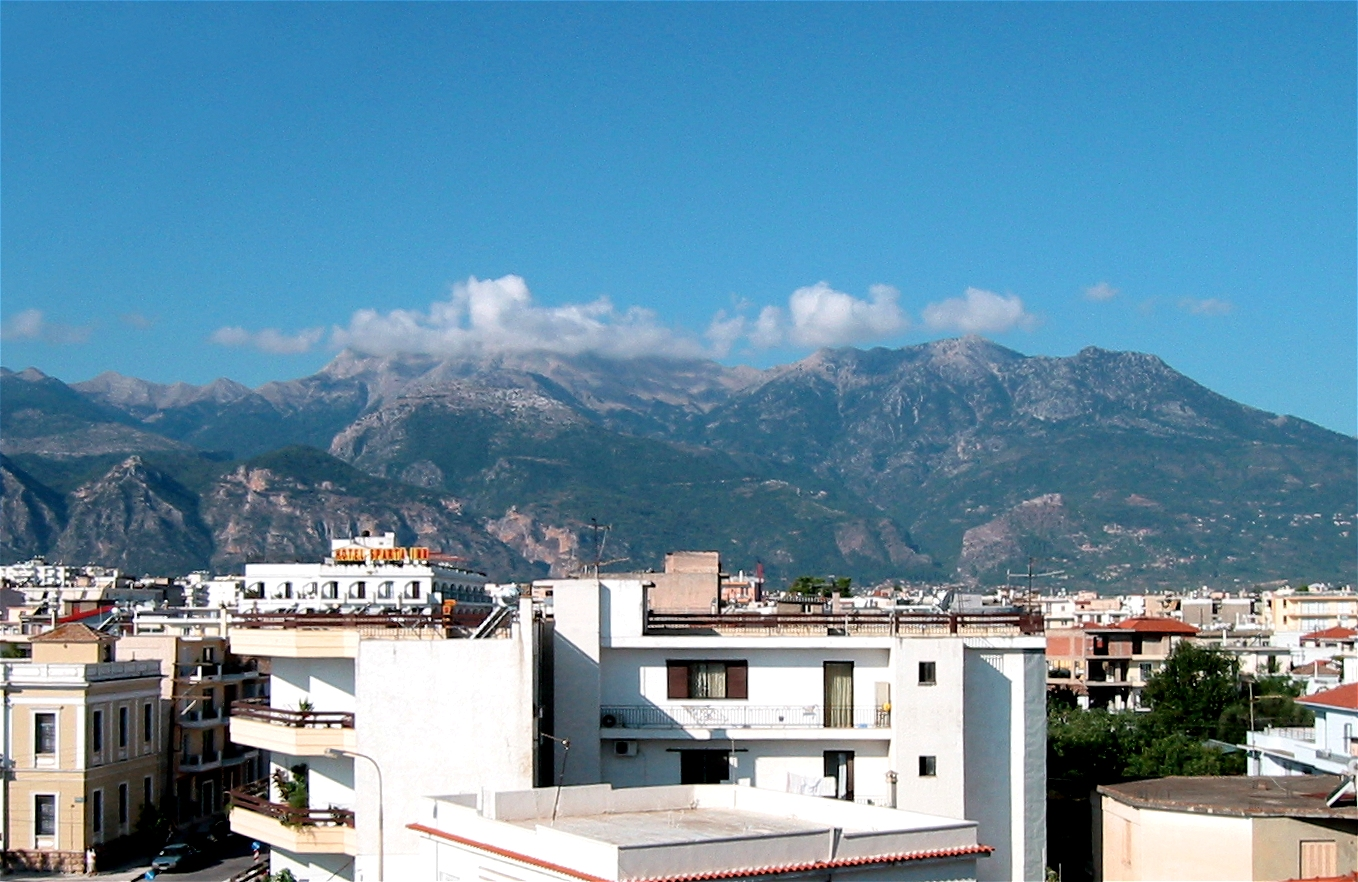
Taígeto visto de Esparta, no lado oriental do vale de rifte do rio Eurotas